# فولكسدويتشه متلشتله
Volksdeutsche Mittelstelle أو (مركز التنسيق لالألمان العرقيين VoMi  كان) وكالة تابعة للحزب النازي تأسست لإدارة مصالح الألمان العرقيين (السكان من العرق الألماني يعيشون خارج حدود ألمانيا النازية).
تحت إدارة ألجيماينه إس إس، أصبحت مسؤولة عن تنظيم الأيديولوجية النازية في مساحة العيش في أوروبا الشرقية.

## التشكيل
تأسست في عام 1937 تحت قيادة إس إس- أوبر غروبن فوهرر فيرنر لورينز كمكتب حكومي للحزب النازي. كان مقرها الرئيسي في أونتر دن ليندن في برلين (تم نقله إلى Keithstraße في عام 1943 بسبب قصف الحلفاء). كانت مهمة فومي الأساسية إعادة توطين الشعوب الألمانية خارج ألمانيا. بين عامي 1939 و1942، قام فومي بإعادة توطين نصف مليون من العرق الألماني في الأراضي المحتلة حديثًا للرايخ تحت شعار «هايم إنس رايخ». شملت هذه المناطق رايخسجاو من الرايخ الألماني. ورايخسجاو فارتيلاند (بوسن) وغدانسك- غرب بروسيا (غدانسك).

## RKFDV

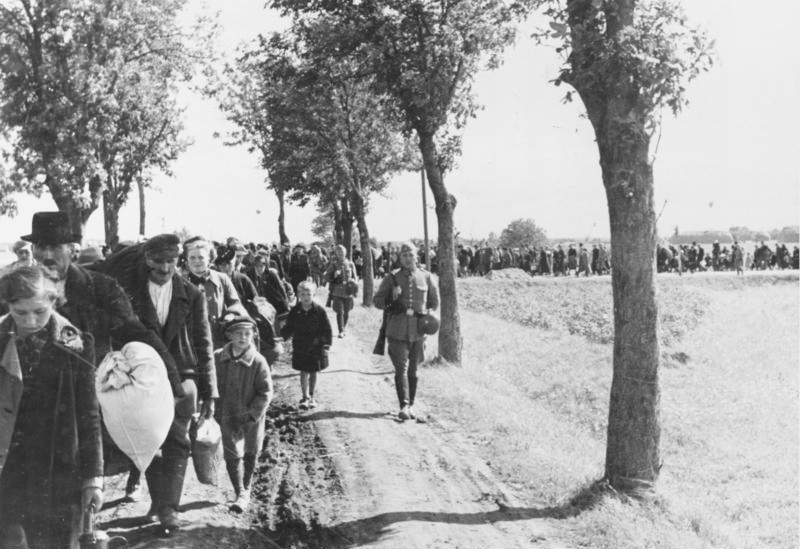
تم ترحيل البولنديين خلال عملية التطهير العرقي لبولندا الكبرى بعد ضمها على الفور من قبل ألمانيا النازية بعد غزو عام 1939.

في 7 تشرين الأول 1939، بعد يومين من غزو بولندا، عين أدولف هتلر الرايخفهرر-إس إس هاينريش هيملر إلى الدور الجديد لمفوضية الرايخ لتوطيد الألمان لبناء الدولة ((بالألمانية: رايخسوميسار für die Festigung deutschen Volkstums) - RKFDV).

## التنظيم

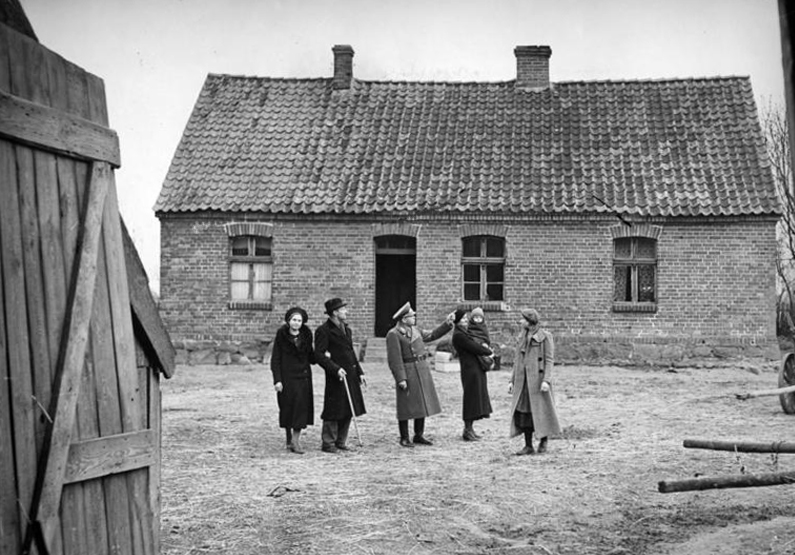
يظهر المستوطنون الألمان حول منزلهم الذي تم تخصيصه للنازيين في بولندا المحتلة في نوفمبر 1939 أثناء العمل «هايم إنس رايخ»